# フランクリン島
フランクリン島（フランクリンとう、Franklin Island）はネアズ海峡のケネディー海峡にある3つの島の一つで、グリーンランドの一部である。残り2つはCrozier島とハンス島。3つの島の中で最も大きく、コンスティチューション岬の北約3マイルに位置する。1854年6月ハンス・ヘンドリックとウィリアム・モートンに目撃された後、Elisha Kent Kaneによって1854年から1855年の彼の2度目の探検の間にイギリスの探検家ジョン・フランクリンにちなんで命名された。